# Schauberg (Tettau)
Schauberg ist ein Gemeindeteil des Marktes Tettau im oberfränkischen Landkreis Kronach in Bayern. Der Ort liegt an der Bayerischen Porzellanstraße.

## Geographie
Das Kirchdorf liegt im Naturpark Frankenwald an der bayerischen Landesgrenze zu Thüringen. In dem Ort mündet der Bach Langenau in die Tettau. Die Staatsstraße 2201/L 1152 führt nach Sattelgrund (4,3 km nördlich) bzw. nach Jagdshof (4,2 km südlich). Die Kreisstraße KC 9 führt nach Langenau (3,5 km nordöstlich). Eine Gemeindeverbindungsstraße führt nach Buchbach zur KC 9 (2,8 km nordöstlich).

## Geschichte
Der Ortsname geht auf den gleichnamigen Berg zurück. Die Erstnennung war 1712, als der sächsische Kaufmann Johann Daniel Fischer in Schauberg eine Blaufarbenfabrik errichtete. Die Fabrik bestimmt seitdem die Ortsgeschichte (s. u. #Wirtschaft).
Gegen Ende des 18. Jahrhunderts bestand Schauberg aus der Blaufarbenfabrik (Wohnhaus mit Fabrikationsräumen, drei Wohnhäusern für Arbeiter, zwei Schmelzhütten, eine Mahl- und Schneidemühle, Ökonomiegebäude, Bräuhaus) und einer Eisenfabrik (Wohnhaus, Hammerwerk, Nebengebäude). Die Eisenfabrik wurde um 1770 stillgelegt. Das Hochgericht übte das bayreuthische Amt Lauenstein aus. Die Grundherrschaft über die Anwesen hatte das Kastenamt Lauenstein.
Ab 1792 wurde das Fürstentum Bayreuth und damit auch das Amt Lauenstein vom Königreich Preußen verwaltet. Von 1797 bis 1803 unterstand der Ort dem preußischen, ab 1803 dem bayerischen Justiz- und Kammeramt Lauenstein. Mit dem Ersten Gemeindeedikt wurde Schauberg dem 1808 gebildeten Steuerdistrikt Langenau und der 1818 gebildeten Ruralgemeinde Langenau zugewiesen.
1876 wurde Schauberg mit einer Distriktstraße von Rothenkirchen nach Tettau an das Straßennetz angeschlossen. 1903 wurde die Bahnstrecke Pressig-Rothenkirchen–Tettau eröffnet. Schauberg erhielt eine Haltestelle. 1913 wurde ein Schulhaus eröffnet. Nach dem Zweiten Weltkrieg prägte bis 1989 die direkte Lage an der innerdeutschen Grenze den Ort. Der Verkehr auf der Eisenbahnstrecke wurde 1952 eingestellt, der gegenüberliegende thüringische Ort Rottenbach rechts der Tettau wurde 1961 abgebrochen.
Am 1. Mai 1978 wurde Schauberg im Zuge der Gebietsreform in Bayern in Tettau eingegliedert.

### Baudenkmäler
- Privatfriedhof
- Dreiherrenstein Sperbersbach

### Einwohnerentwicklung
| Jahr      | 001802 | 001818 | 001861 | 001871 | 001885 | 001900 | 001925 | 001950 | 001961 | 001970 | 001987 | 002012 |
| Einwohner | 30     | *      | 80     | 108    | 140    | 147    | 119    | 132    | 205    | 220    | 175    | 140    |
| Häuser    | 5      | *      |        |        | 10     | 19     | 12     | 14     | 35     |        | 49     |        |
| Quelle    | [ 10 ] | [ 8 ]  | [ 11 ] | [ 12 ] | [ 13 ] | [ 14 ] | [ 15 ] | [ 16 ] | [ 17 ] | [ 18 ] | [ 19 ] | [ 1 ]  |

## Religion
Der Ort ist evangelisch-lutherisch geprägt und nach St. Christophorus (Langenau) gepfarrt. Am 4. November 1956 wurde in Schauberg die evangelisch-lutherische Gnadenkirche durch Oberkirchenrat Burkert eingeweiht. Sie entstand nach Plänen des Coburger Architekten Reinhard Claaßen. In demselben Jahr wurde neben der Kirche ein Friedhof angelegt. Das Kirchweihfest ist am vierten Sonntag im September.

## Wirtschaft
Das 1712 gegründete Blaufarbenwerk war das einzige in den Fürstentümern Bayreuth und Ansbach. 1770 war Christoph Samuel Pensel Eigentümer. 1792 stand die Fabrik wegen einer schwierigen und teuren Beschaffung des Grundstoffs Kobalterz still. Alexander von Humboldt in Diensten des preußischen Königs im Oberbergdepartment Bayreuth unterstützte Pensel Ende 1796 mit einem gutachterlichen Brief. Gegen Ende des 18. Jahrhunderts kam das Erz wieder vom Roten Berg bei Kaulsdorf.
Im Jahr 1815 entstand aus der Blaufarbenfabrik die königlich-privilegierte Porzellanfabrik Schauberg, die Ende 1816 die Brüder Balthasar und Friedemann Greiner aus Tettau erwarben. Die Fabrik firmierte als königlich-privilegierte Porzellanfabrik G. Greiner & Co., die Porzellanherstellung endete 1927. Zwischen 1930 und 1938 produzierten die Rosenthal-Werke sowie die Porzellanfabrik Schauberg, S. Rosenthal & Co. in der alten Fabrik. Im Jahr 1948 übernahm Richard Stephan Rösler die stillgelegte Porzellanfabrik Schauberg.
2009 meldete die Rösler Porzellan und Kunststoffe GmbH & Co. KG Insolvenz an. Das Nachfolgeunternehmen, die Rösler CeramTec GmbH, ist mit rund 60 Mitarbeitern (Stand: 2017) größter Arbeitgeber in Schauberg.